# Grimsholmen
Grimsholmen este o arie protejată (arie specială de conservare — SAC, sit de importanță comunitară — SCI) din Suedia întinsă pe o suprafață de 220,3 ha, integral pe uscat.

## Localizare
Centrul sitului Grimsholmen este situat la coordonatele 56°50′32″N 12°33′30″E / 56.8422°N 12.5582°E.

## Înființare
Situl Grimsholmen a fost declarat sit de importanță comunitară în decembrie 1995 pentru a proteja un număr necunoscut de specii din flora spontană și fauna sălbatică aflate în arealul zonei. Situl a fost protejat și ca arie specială de conservare în martie 2011.

## Biodiversitate
Situată în ecoregiunile continentală și marină Atlantică, aria protejată conține 15 habitate naturale: Vegetație psamofilă uscată cu Calluna și Empetrum nigrum, Roci stâncoase cu vegetație pionieră de Sedo-Scleranthion sau Sedo albi-Veronicion dillenii, Dune fixe decalcificate cu Empetrum nigrum, Dune de coastă fixe cu vegetație erbacee („dune gri”), Pajiști umede nord-atlantice cu Erica tetralix, Vegetație psamofilă uscată cu pășuni deschise de Corynephorus și Agrostis, Recifuri, Vegetație anuală la limita mareei, Pajiști uscate europene, Dune cu Salix repens ssp. argentea (Salicion arenariae), Faleze cu vegetație de pe coastele atlantice și baltice, Dune mobile de-a lungul țărmului cu Ammophila arenaria („dune albe”), Formațiuni ierboase bogate în specii de Nardus, dezvoltate pe substraturi silicioase în zone montane (și în zone submontane, în Europa continentală), Dune mobile cu vegetație embrionară, Dune împădurite din regiunile atlantică, continentală și boreală.
La baza desemnării sitului se află un număr nedeclarat de specii protejate.